# Omsukčan
Omsukčan (in lingua russa Омсукчан) è un centro abitato dell'Oblast' di Magadan, capoluogo dell'Omsukčanskij rajon.